# Alex Boegschoten
Alex Boegschoten (15 juli 1956) is een voormalig Nederlands waterpolospeler.
In 1976 maakte hij deel uit van het Nederlandse waterpoloteam dat op de Olympische Spelen de bronzen medaille veroverde. Boegschoten was echter reserve-keeper en kreeg tijdens het toernooi geen speelminuten.
Alex Boegschoten · 
Ton Buunk · 
Andy Hoepelman · 
Evert Kroon · 
Nico Landeweerd · 
Hans Smits · 
Gijze Stroboer · 
Rik Toonen · 
Jan Evert Veer · 
Hans van Zeeland · 
Piet de Zwarte · 
Ivo Trumbić (Bondscoach)